# Googled: The End of the World as We Know It
Googled: The End of the World as We Know It là một tác phẩm của văn sĩ, nhà báo và nhà phê bình truyền thông Ken Auletta, xuất bản năm 2009. Sách nói về quá trình phát triển của (công ty) Google, triết lý, đạo đức kinh doanh, các kế hoạch trong tương lai cùng ảnh hưởng của công ty đối với xã hội, giới kinh doanh và mạng Internet.

## Nội dung
Để thu thập tài liệu viết sách, Auletta đã phỏng vấn 150 người có liên quan đến Google, và 150 người khác không liên quan; trong số này, có nhiều người đứng đầu các công ty truyền thông lớn.
Auletta cũng đề cập đến truyện ngắn The Purloined Letter ("Lá thư bị đánh cắp") của Edgar Allan Poe, nhằm miêu tả quan điểm của lãnh đạo các công ty truyền thông truyền thống về Google, đồng thời minh hoạ việc xu hướng truyền thông đã không thể nhanh chóng nhận ra sức mạnh của công ty này.
Theo ông, phải đến năm 2004, khi Google lần đầu phát hành công khai chứng khoán ra công chúng, lãnh đạo các công ty truyền thông mới biết được ảnh hưởng to lớn của sức mạnh số trong tay Google. Ông so sánh họ với nhân vật quận trưởng trong truyện ngắn nói trên – người đã không thể tìm ra lá thư, dù nó nằm ngay trước mắt.
Auletta còn dùng cụm từ "frenemy" khi nhắc đến thái độ của các công ty truyền thông truyền thống, cùng cả Microsoft, đối với Google: nửa muốn hợp tác, nửa đối chọi, nghi ngờ.

## Đón nhận và phân tích
Trong bài đánh giá sách cho tờ The New York Times, Nicholson Baker viết rằng ông đã biết được thêm rất nhiều thông tin xoay quanh quá trình cạnh tranh giữa Google và nhiều công ty khác, chẳng hạn như Facebook và Viacom, từ tác phẩm. Nội dung sách còn đi sâu vào sự can thiệp của Google trong sự kiện Yahoo-Microsoft, cũng như mối quan hệ xấu dần của hai công ty lớn Google và Apple. Theo Baker, một trong những điểm mạnh của tác phẩm là những buổi phỏng vấn của tác giả Auletta với rất nhiều lãnh đạo thuộc giới truyền thông: khi phỏng vấn, họ đã chỉ trích Google. Bài đánh giá cũng đề cập đến việc Auletta sử dụng các thuật ngữ quân sự để nói về những vấn đề bảo mật của Google: ông so sánh chúng với một predator drone (máy bay do thám không người lái), thứ có thể huỷ hoại cả công ty.
Bài đánh giá trên tờ The Globe and Mail cho rằng, dù đã được trực tiếp liên lạc với nhóm điều hành Google, Auletta không đưa ra được nhiều thông tin đặc sắc. Người viết cũng nói Auletta đã diễn giải khá đầy đủ thuật toán hộp đen và miêu tả rõ ràng những ảnh hưởng cách tân của Google đối với ngành công nghiệp truyền thông, đặc biệt là quảng cáo.
Tờ The Christian Science Monitor viết rằng, trong tác phẩm, Auletta không đơn thuần tự sự lại câu chuyện thành công của Google như thường thấy, mà phạm vi hoá, đặt nó vào trong môi trường kinh doanh, cùng với những khủng hoảng giới truyền thông truyền thống phải đối mặt vì không thể nhanh chóng thích nghi và đổi mới. Tuy vậy, tác giả cũng không hoàn toàn cảm nhận tiêu cực về tương lai của truyền thông truyền thống, mà cho rằng vẫn có nhiều nhu cầu về báo chí và thông tin, dù phương pháp phân phối nội dung đến tay người tiêu dùng sao cho có lợi nhuận vẫn còn chưa thực sự rõ ràng.
Người viết bài đánh giá cho The Los Angeles Times nhận xét rằng, dù "Google" đã trở thành một động từ đồng nghĩa dùng để chỉ việc tra cứu trực tuyến trong tiếng Anh, khi nói về các công ty truyền thông truyền thống, chữ "Googled" (dạng quá khứ của Google) trong tiêu đề sách lại đồng nghĩa với "outsmarted" ("bị qua mặt"), "slamdunked" ("thua tuyệt đối") và "left for dead" ("bị bỏ rơi đến chết") hơn.
Tờ The Observer nhận định cuốn sách "cân bằng một cách tuyệt vời", nhưng cũng chỉ ra rằng Auletta đã không cho thấy Google thực sự thấu hiểu ngành truyền thông – thứ công ty này muốn đổi mới hoàn toàn. Bài đánh giá cũng trích dẫn một ví dụ về cuộc trò chuyện giữa tác giả Auletta và Sergey Brin. Sau khi Brin nói "người ta không mua sách đâu" và "anh nên phát hành sách trực tuyến đi thì hơn", Auletta đã hỏi Brin rằng nếu không có khoản tạm ứng từ nhà xuất bản, thì các tác giả sẽ phải sống bằng gì trong thời gian viết sách. Cũng theo bài đánh giá, Brin đã không trả lời câu hỏi này.
Bài phê bình sách trên Business Insider bình luận rằng việc Google ủng hộ quyền tự do truy cập thông tin và sở hữu trí tuệ cho thấy sự tương phản với chính sách không công khai hoạt động kinh doanh và thuật toán xử lý dữ liệu của chính công ty này.